# Tito Okello
Tito Okello (* 1914 in Nam Okora, Distrikt Kitgum; † 3. Juni 1996) war ugandischer Offizier, Politiker und vom 29. Juli 1985 bis zum 26. Januar 1986 als Präsident das Staatsoberhaupt Ugandas.

## Leben
Okello gehörte dem Volk der Acholi an und wurde 1914 im Distrikt Kitgum geboren. Er diente seit 1940 in den King’s African Rifles der britischen Armee und nahm an Kämpfen in Ostafrika teil. Er war später Kommandeur von Truppenteilen, als die ugandischen Aufständischen der Uganda National Liberation Army gemeinsam mit der Armee Tansanias den ugandischen Diktator Idi Amin am 11. April 1979 stürzten.
Er war der Nachfolger von Bazilio Olara Okello, der nach dem Sturz Milton Obotes 1985 für zwei Tage Staatsoberhaupt war. Im Januar 1986 wurde er von der National Resistance Army unter dem heutigen Präsidenten Yoweri Museveni gestürzt.
Bis 1993 lebte er im Exil, bis ihm  Präsident Museveni Straffreiheit gewährte. Okello kehrte nach Kampala zurück. Drei Jahre später starb er 1996 in einem katholischen Missionskrankenhaus bei Kampala 82-jährig an einer nicht näher genannten Krankheit. Sein Begräbnis fand statt in Kitgum.
Seine Frau Esther Okello überlebte ihn. Sein Sohn Henry Oryem Okello war Minister für Erziehung und Sport und seit 2005 Außenminister von Uganda.

## Ehrung
Im Januar 2010 wurde Okello posthum dafür geehrt, dass er mithalf, Idi Amin zu stürzen. Ihm wurde die Kagera National Medal of Honor verliehen.